# William Rock Painter
William Rock Painter (* 27. August 1863 im Carroll County, Missouri; † 1. Juli 1947 in Carrollton, Missouri) war ein US-amerikanischer Politiker. Zwischen 1913 und 1917 war er Vizegouverneur des Bundesstaates Missouri.

## Werdegang
William Painter absolvierte die Missouri School of Mines, die heutige Missouri University of Science and Technology. Anschließend arbeitete er bis 1894 als Bauingenieur. Danach wurde er im Zeitungsgeschäft tätig und gab die im Carroll County erscheinende Zeitung Daily and Weekly Democrat heraus. Politisch schloss er sich der Demokratischen Partei an. 1903 war er deren Bezirksvorsitzender im Carroll County.
1912 wurde Painter an der Seite von Elliot Woolfolk Major zum Vizegouverneur von Missouri gewählt. Dieses Amt bekleidete er zwischen dem 13. Januar 1913 und dem 8. Januar 1917. Dabei war er Stellvertreter des Gouverneurs und Vorsitzender des Staatssenats. Im Jahr 1917 wurde er Vorsitzender des Gefängnisausschusses seines Staates. Dabei machte er sich selbst für einige Zeit als Gefängnisaufseher einen Eindruck über die dortigen Verhältnisse. Zwischen 1923 und 1930 saß Painter im Senat von Missouri. Danach ist er politisch nicht mehr in Erscheinung getreten. Er starb am 1. Juli 1947 in Carrollton.